# Джон Фіцгіббон, 1-й граф Клер
Джон Фітцгіббон (англ. John Fitzgibbon, 1748 — 28 січня 1802) — І граф Клер, депутат парламенту Ірландії, генеральний прокурор Ірландії з 1783 по 1789 рік, лорд-канцлер Ірландії з 1789 по 1802 рік.
Він був суперечливою постаттю в історії Ірландії, його описували по-різному: як протестантського фанатика і прихильника жорсткої лінії, переконаного анти-католика та раннього прихильника політичного союзу між Ірландією та Великою Британією (що нарешті відбулося в 1801 році, незадовго до його смерті). Кажуть, що він був запеклим противником заходів щодо політичного полегшення життя римо-католиків (що означає скасування деяких або всіх різноманітних конфіскацій, цивільних покарань та позбавлення цивільних прав, щодо католиків) як в Ірландії, так і у Великобританії, і, можливо, був перший, хто сказав щодо короля Англії Георга III, що король порушить свою коронаційну присягу, якщо погодиться на допуск католиків до парламенту.

## Життєпис

### Походження і ранні роки
Джон Фітцгіббон народився поблизу Доннібрук, Дублін, у родині Джона Фітцгіббона з Баллішіді, графство Лімерік, та його дружини Ізабелли Ґроув, дочки Джона Ґроува, з Баллігіммок, графство Корк. Його батько був католиком від народження, але прийняв державну протестанську релігію, щоб стати юристом, і накопичив великий капітал. У нього було три сестри, Арабелла, Елізабет і Елеонора.

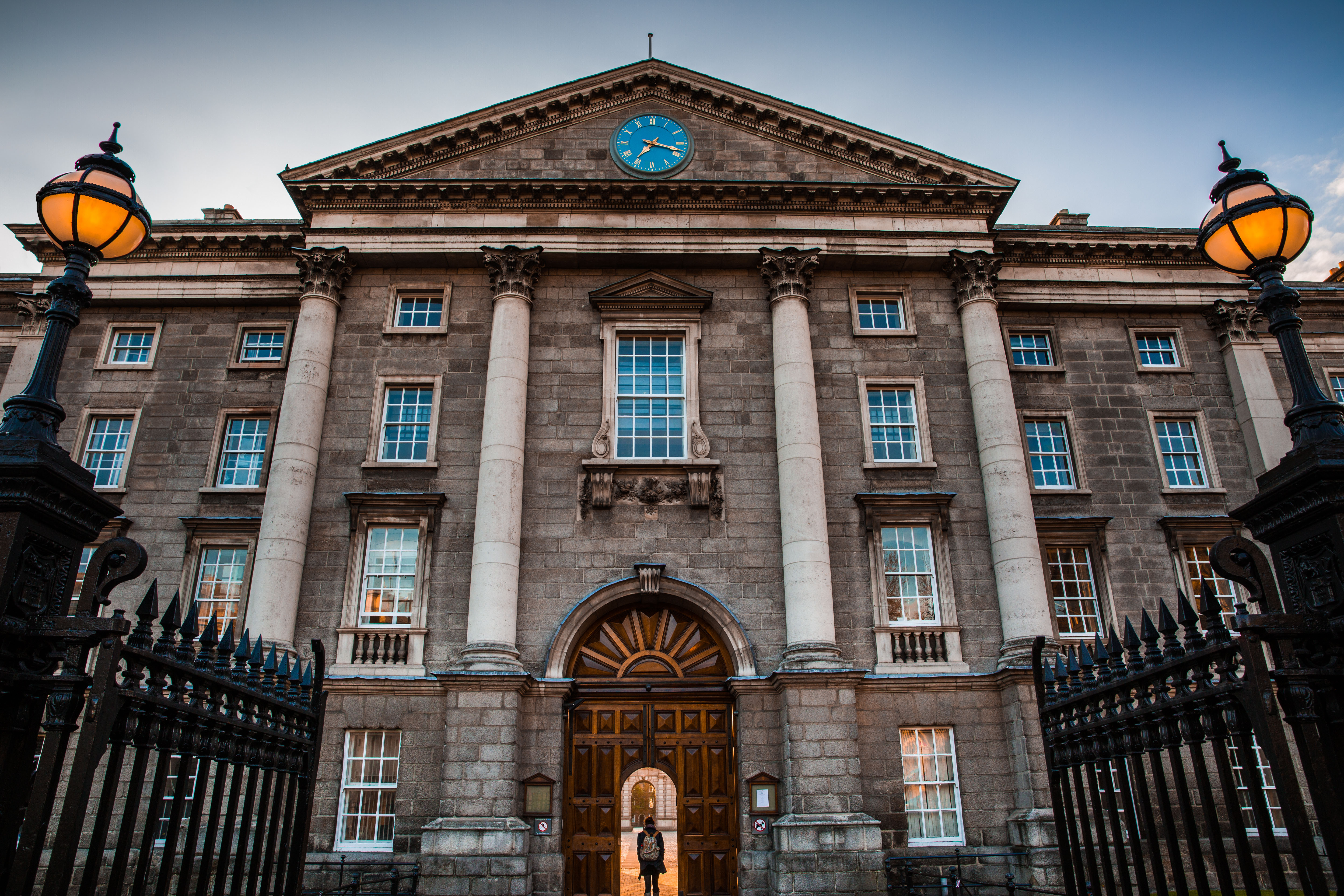
Трініті-коледж, Дублін.

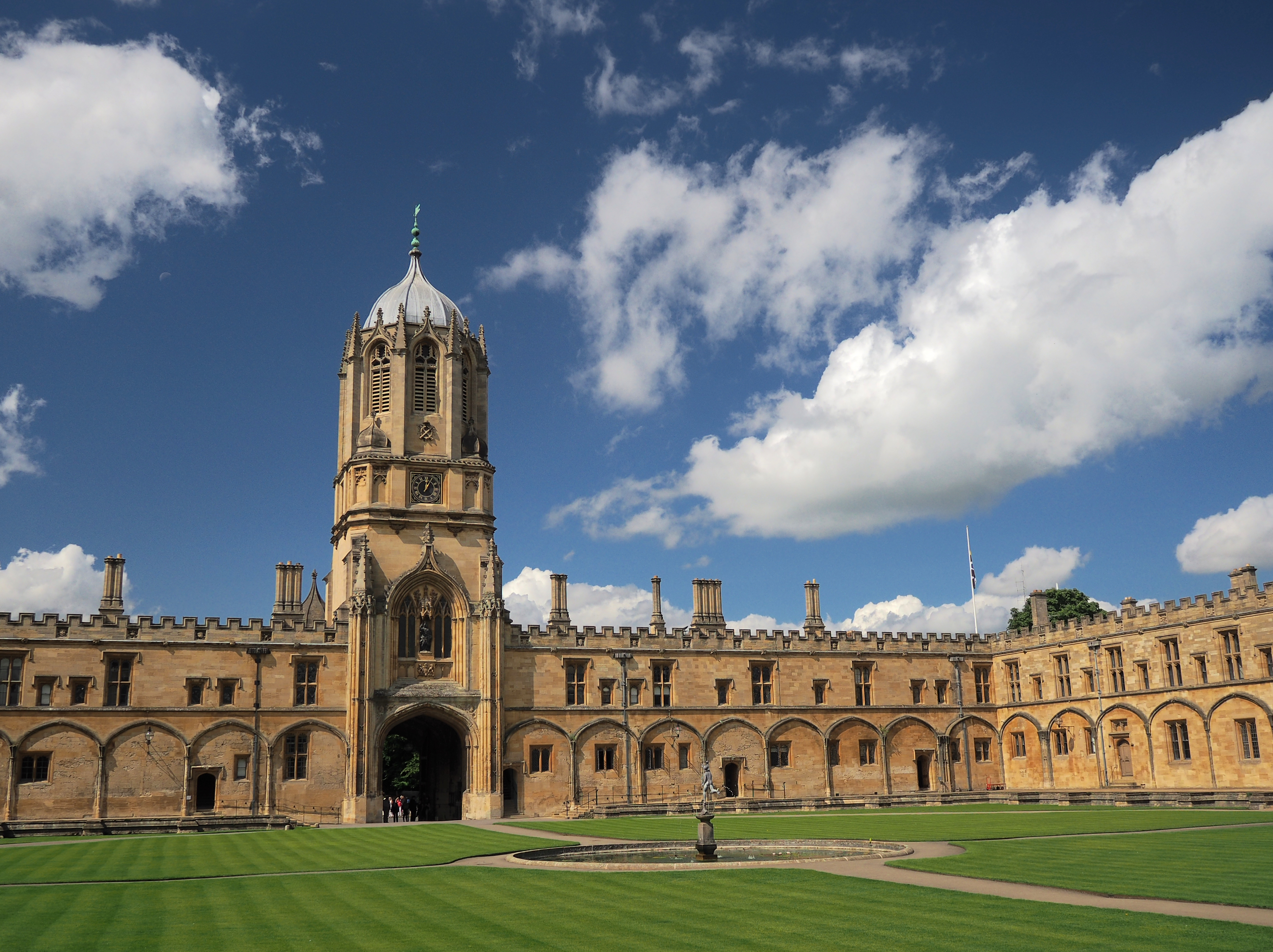
Коледж Крайст-Черч в Оксфорді.

Джон ФіцҐіббон отримав освіту в Трініті-коледжі в Дубліні та Крайст-Черч в Оксфорді. Він був обраний депутатом Палати громад парламенту Ірландії в 1778 році від Дублінського університету і володів мандатом депутата до 1783 року, коли його призначили генеральним прокурором Ірландії. З того ж року він представляв в парламенті Кілмаллок до 1790 року. Він був призначений Верховним шерифом графства Лімерик у 1782 році.
Коли його обрали лордом-канцлером Ірландії в 1789 році, він отримав титул пера Ірландії як барон Фітцгіббон з Нижнього Коннелло, що в графстві Лімерік. Це не давало йому права на місце в британській Палаті лордів, лише в ірландській Палаті лордів. Пізніше він отримав титул віконта (1793) і графа Клер у 1795 році. Нарешті він отримав місце в британській Палаті лордів у 1799 році, коли отримав титул барона Фітцгіббон із Сідбері, що в графстві Девон, у перстві Великої Британії.

### Лорд-канцлер Ірландії

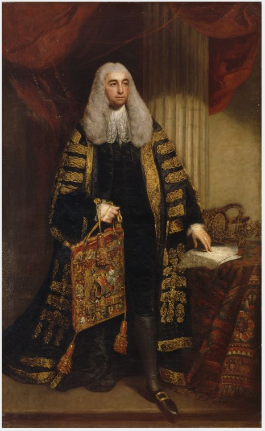
Джон Фітцгіббон у 1800 році.

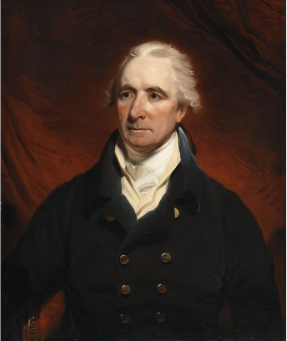
Генрі Граттан (1746—1820).

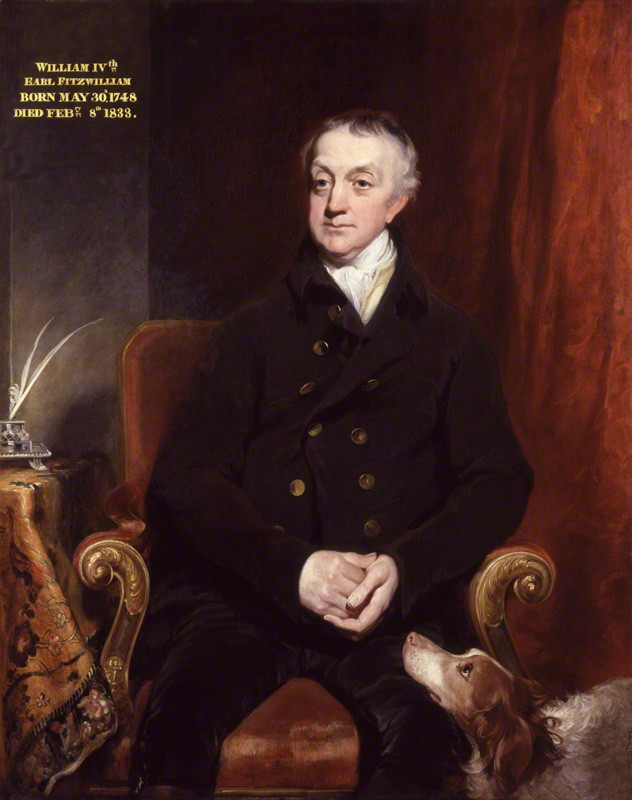
Вільям Фіцвільям (1748—1833).

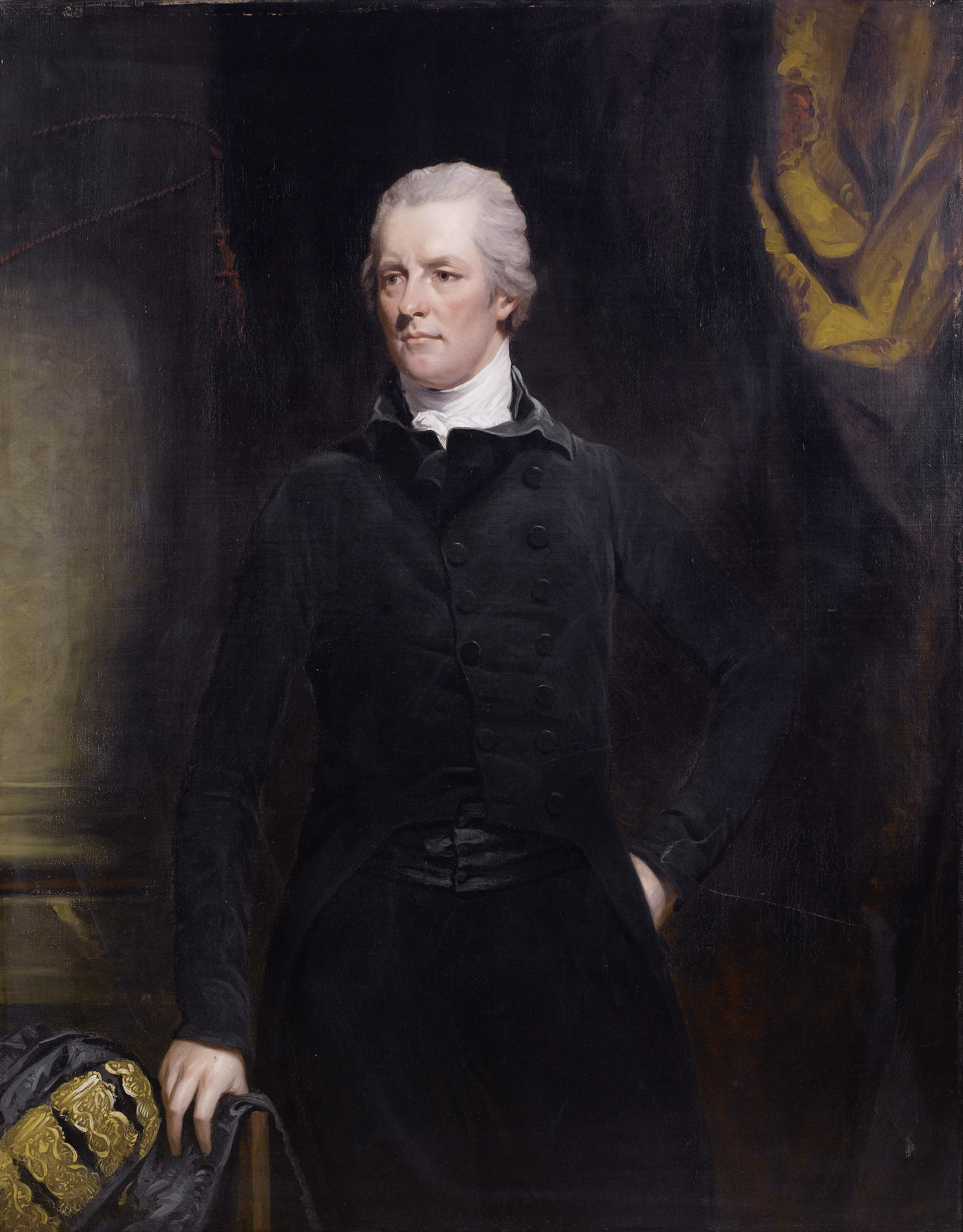
Вільям Пітт Молодший (1759—1806).

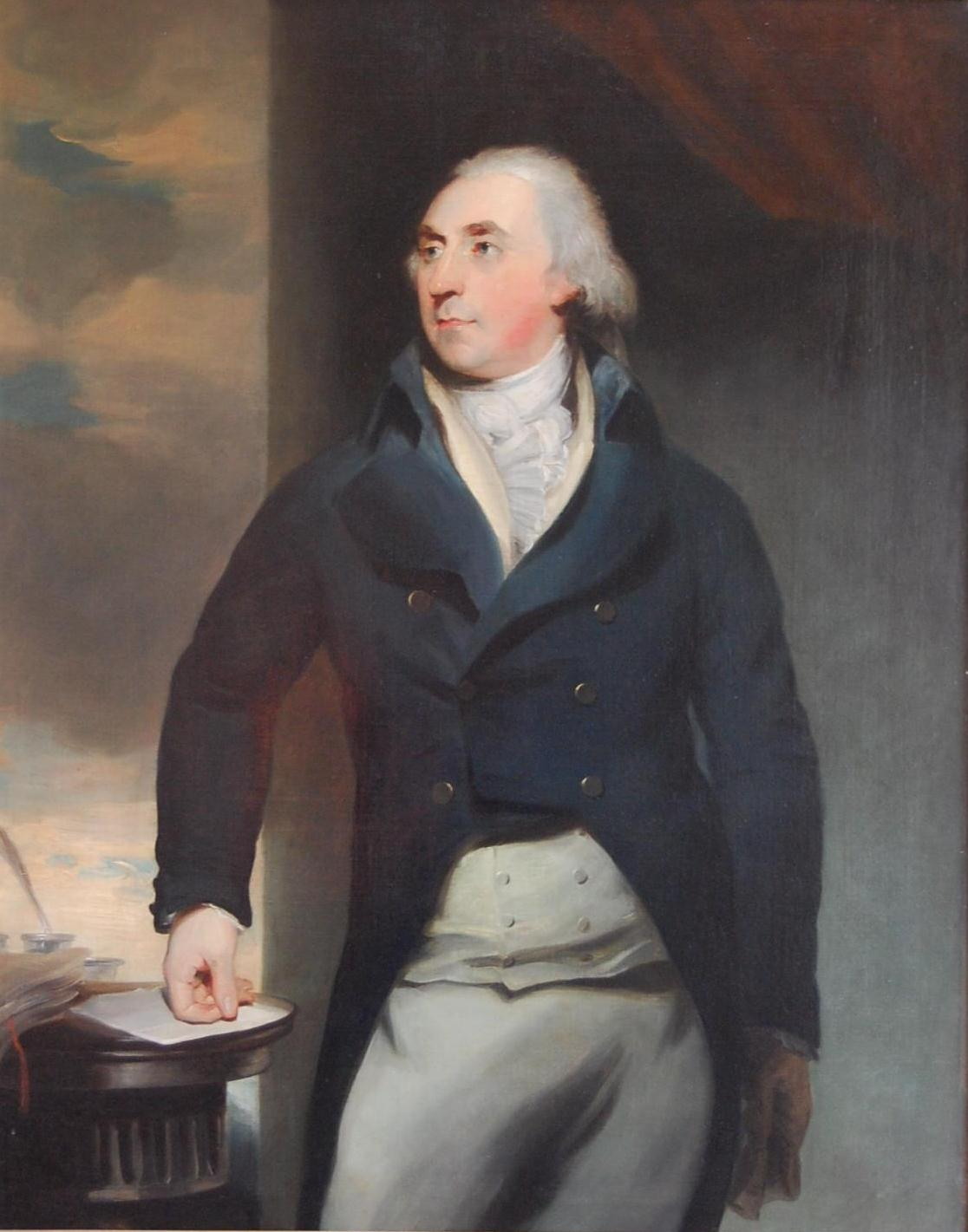
Вільям Понсонбі (1744—1806).

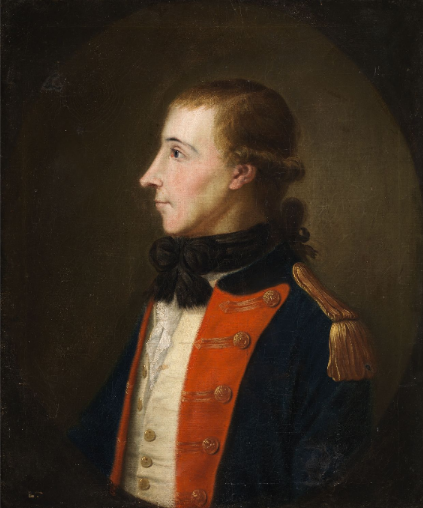
Вулф Тоун (1763—1798).

Джон Фітцгіббон, І граф Клер, був відомим поборником протестантської влади та противником емансипації католиків. Він зневажав популярну незалежну конституцію Ірландії 1782 року. Він також був особисто та політично проти ірландського політика Генрі Граттана, який закликав до помірного курсу в ірландському парламенті, і був відповідальним за поразку зусиль Граттана реформувати ірландську систему земельної десятини (1787—1789), згідно з якими ірландські фермери-католики (і всі фермери, які не були англіканцями) були змушені фінансово підтримувати англіканську церкву Ірландії. Ці закони не були повністю скасовані до 1869 року (коли Церква Ірландії була остаточно ліквідована), хоча ірландські десятини були замінені після так званої «війни за десятину» (1831—1836).
Джон Фітцгіббон особисто виступав проти Закону про допомогу ірландським католикам 1793 року, але, очевидно, рекомендував його прийняти в Палаті лордів, оскільки був вимушений через необхідність, коли цей Закон був рекомендований ірландській виконавчій владі британським кабінетом на чолі з Вільямом Піттом Молодшим. Пітт очікував, що Ірландія дотримуватиметься Закону про допомогу британським римо-католикам 1791 року та дозволить католикам знову голосувати та займати державні посади. Водночас Джон Фітцгіббон, очевидно, засуджував політику, яку втілив цей закон, тож можна з упевненістю сказати, що власні переконання та принципи Фіцгіббона суперечили його обов'язкам як представника виконавчої влади Ірландії того часу.
Роль Джона Фітцгіббона у відкликанні, невдовзі після його прибуття, популярного прихильника емансипації лорд-лейтенанта Фіцвільяма є дискусійною. Хоча ФіцГіббон, ймовірно, був політично проти лорд-лейтенанта Ірландії Фіцвільяма, очевидно, було відкликано через його власні незалежні дії. Відомо, що Фіцвільям дружньо ставився до родини Понсонбі (він був одружений на одній із їхніх доньок) і загалом був лібералом-вігом Фоксіта. Його тісний зв'язок із ірландськими вігами на чолі з Граттаном і Понсонбі під час його короткого перебування на посаді, а також його нібито підтримка негайних зусиль із забезпечення емансипації католиків у спосіб, несанкціонований британським кабінетом, ймовірно, призвели до його відкликання. Таким чином, якщо хтось і винен у короткочасному «епізоді Фіцвільяма», то це великий ірландський політик Генрі Граттан і брати Понсонбі — імовірно Вільям Понсонбі, пізніше лорд Імокіллі та його брат Джон Понсонбі — не кажучи вже про самого лорда Фіцвільяма. Ірландські католики в той час і пізніше, природно, бачили речі зовсім по-іншому і звинувачували жорстких протестантів, таких як ФіцҐіббон.
За іронією долі, ірландські католики та Джон Фітцгіббон, мабуть, дійшли згоди щодо одного — політичного та економічного союзу Ірландії з Великою Британією (який зрештою відбувся у 1801 році). Пітт хотів унії з Ірландією разом із емансипацією католиків, заміною десятини та даруванням ірландського католицького священства. Проти унії виступили більшість жорстких ірландських протестантів, а також ліберали, такі як Граттан. Джон Фітцгіббон був рішучим прихильником унії з 1793 року, але відмовився від католицької емансипації разом із унією.
У своїй промові в Палаті лордів Ірландії 10 лютого 1800 року лорд ФіцҐіббон виклав свою точку зору на унію: «Я сподіваюся і відчуваю, як стати справжнім ірландцем, за гідність і незалежність моєї країни, і тому я підніс би її до належного становища, до рангу цивілізованих націй. Я хочу просунути її з приниженої посади найманської провінції до гордої посади невід'ємного та правлячого члена найбільшої імперії у світі».
Зрештою, погляди Джона Фітцгіббона перемогли, що призвело до об'єднання Ірландії з Великою Британією і створення Об'єднаного Королівства Великої Британії та Ірландії без будь-яких поступок для католицької більшості Ірландії. Пізніше Фітцгіббон стверджував, що його обдурив спосіб ухвалення Закону (новий віце-король лорд Корнуолліс, який обіцяв реформи ірландським католикам), і був категорично проти будь-яких поступок протягом короткого залишку свого життя.

### Повстання за незалежність Ірландії 1798 року
Роль ФіцҐіббона як лорда-канцлера Ірландії під час повстання 1798 року викликає сумніви. На думку деяких, він підтримував жорстку політику, яка використовувала тортури, вбивства та різанину для придушення повстання, як лорд-канцлер він мав значний вплив на військові справи, і що військовий стан не міг би бути введений без його згоди. Інші стверджують, що як лорд-канцлер, він не мав права голосу у військових справах, а Британська енциклопедія стверджує, що він «не був ані жорстоким, ані непоміркованим і був схильний до милосердя, коли мав справу з окремими особами», однак це ж джерело також стверджує, що «(Фітцгіббон) … був потужним прихильником репресивної політики щодо ірландських католиків». Ця теза підтверджується тим, що він наказав стратити полонених лідерів «Об'єднаних ірландців», «державних в'язнів» і зберегти їм життя лише в обмін на їхнє зізнання у співучасті та надання інформації щодо планування повстання. Однак ця умова була перекреслена стратою братів Джона та Генрі Шіресів 14 липня 1798 року.
На відміну від поблажливості, виявленої переважно до керівництва вищого класу, весь тягар репресій був завданий простим людям протягом 1797—1798 років, незліченні тисячі яких зазнали ув'язнення, тортур, заслання та смерті. Джон Фіцгіббон був схильний не виявляти милосердя до непокаяних повстанців, і в жовтні 1798 року він висловив свою огиду з приводу полоненого Вулфа Тоуна, що отримав право на суд, і свою віру в те, що Тоуна слід було повісити, щойно він ступив на землю. Він швидко визнав, що сектантство було корисним союзником, щоб розділити повстанців і завадити організації «Об'єднані ірландці» досягти своєї мети — об'єднати протестантів, католиків і дисидентів в боротьбі за свободу Ірландії. У червні 1798 року він написав: «На Півночі ніщо не заспокоїть повстанців, крім переконання, що там, де спалахнула зрада, повстання є просто папським». Ще один анекдот про його бездушність. Імовірно, отримавши інформацію під час дебатів в парламенті Ірландії про те, що невинні, а також винні страждають від звірств під час репресій, Фітцгіббон відповів: «Ну, припустимо, це було так..» Його бездушна відповідь нібито шокувала Вільяма Пітта.

### Лендлорд
Джон Фітцгіббон — лорд Клер, був, як кажуть сучасники, хорошим господарем як для своїх протестантів, так і для католиків. Деякі стверджують, що орендарі його маєтку Маунтшеннон називали його «Чорним Джеком» ФіцҐіббоном. Однак доказів його несправедливого ставлення до орендарів немає. Ірландські патріоти зазначали, що хоча він міг бути зацікавлений у добробуті своїх власних орендарів у власному маєтку, він ставився до інших ірландських католиків зовсім інакше. Без додаткових доказів роль ФіцҐіббона як протестантського землевласника в переважно католицькій Ірландії не має великого значення на тлі його відомих справ як лорда-канцлера.

### Апокрифічна розповідь про його похорон
Джон ФіцҐіббон — лорд Клер помер вдома, на Елі-Плейс, 6, що поблизу Сент-Стівенс-Грін, Дублін, 28 січня 1802 року і був похований на цвинтарі Святого Петра. Герой протестантських прихильників жорсткої лінії щодо католиків, зневажений більшістю католицького населення. Його похоронний кортеж став причиною бунту, і є широко поширена історія про те, що кілька мертвих котів були кинуті в його труну, коли вона від'їжджала з Елі-Плейс.

## Підсумок
Джон Фітцгіббон залишив незначний слід у політичній історії Великобританії та Ірландії на тлі ірландської парламентської історієї. Його супротивник Генрі Граттан і аристократичний бунтівник лорд Едвард Фіцджеральд (разом з іншими повстанцями 1798 року) запам'яталися краще. Джон ФіцҐіббон, очевидно, був жорстким протестантом, землевласником і одним із лідерів протестантської верхівки, який, природно, підтримував ті політичні заходи, які мали б зберегти протестантське панування в Ірландії та продовжувати придушення кількісно домінуючих католиків в Ірландії. Він відстояв свою точку зору в 1801 році та одразу після цього, коли ірландський парламент було розпущено та було досягнуто Союзу з Великою Британією без жодних поступок католикам. Зрештою, його погляди втратили значення, оскільки наступні британські кабінети були змушені визнати повні права католиків у 1829 році (одночасно запровадивши нові обмеження на голосування в Ірландії та, таким чином, позбавивши бідніших католиків прав). Союз з Великою Британією, проти якого так запекло виступав Генрі Граттан, зрештою був частково розірваний більш ніж через століття.
Найбільш значущим досягненням Фітцгіббона (в історичному плані) було, ймовірно, його переконання короля Георга III у тому, що будь-які поступки католикам, чи то у Великій Британії, чи в Ірландії, означатимуть, що король порушує свою коронаційну присягу. Таким чином, король і його другий син стали рішучими противниками заходів, спрямованих на емансипацію католиків, які мали чекати, поки обидва королі не помруть. Таким чином переконавши короля (ймовірно, між 1793 і 1801 роками), політика репресій ФіцҐіббона щодо ірландських католиків досягла свого найбільшого результату, роблячи це, він також знищив усе, над чим працювали Граттан і його партія. Крім того, він також спричинив падіння Пітта, тому що Пітт зробив ставку на власну репутацію на отримання католицької емансипації одночасно з Актом унії. Жоден інший британський прем'єр-міністр не докладав би таких зусиль протягом тривалого часу щодо емансипації католиків. Таким чином, Фітцгіббон відіграв негативну роль не лише в ірландській парламентській та політичній історії, а й у політичній історії Великобританії.
Заперечуючи всі зусилля Ґраттана в 1787—1789 рр. і Пітта в кінці 1790-х до 1801 р., Джон Фітцгіббон дозволив створити умови, які підуть на користь сектантським лідерам і політичним філософіям обох релігійних спільнот. Незрозуміло, чи підтримка Фіцгіббоном Ґраттана чи підтримка пропозицій Пітта мала б значну зміну, враховуючи, що багато жорстких протестантів, ймовірно, відчували те саме, що й Фіцгіббон. Крім того, британський Кабінет міністрів (не кажучи вже про Королівську сім'ю, яка тоді була значно впливовішою в політичному відношенні) сам розділився з цього питання протягом більшої частини періоду. Але подібно до того, як емансипація католиків була здійснена прем'єр-міністром торі в 1829 році, або суттєві реформи голосування, здійснені Дізраелі та консерваторами, заручившись підтримкою вагомої меншості тих, хто спочатку виступав проти того чи іншого, підтримка видатного лідера жорстких протестантів бо католицька емансипація могла вплинути на історію Ірландії.
Оцінка сера Джона Баррінгтона щодо Фіцгіббона: «Його політичну поведінку вважали одноманітною, але в деталях вона виявилася жалюгідно непослідовною. У 1781 році він взяв до рук зброю, щоб отримати декларацію про незалежність Ірландії, у 1800 році він рекомендував Введення збройних сил для допомоги в її знищенні, він проголосив Ірландію вільною державою в 1783 році і стверджував, що вона повинна бути провінцією в 1799 році, в 1782 році він назвав акти британського законодавчого органу щодо Ірландії узурпацією прав вільного народу, а в 1800 році він передав Ірландію узурпатору. У всіх випадках його амбіції деспотично керували його політикою, оскільки його розум незмінно тонув перед його упередженням».